# TapNation
TapNation est un éditeur français spécialisé dans les jeux mobiles, basé à Paris. Cette société crée des jeux iOS, Android et Nintendo Switch,,.

## Histoire
TapNation a été fondée par Hervé Montoute et Igor Zabukovec en 2019.
En 2023 et 2024, pour la 2eme année consécutive, l'entreprise est sélectionnée pour faire partie de French Tech 120, un programme mis en place par le gouvernement français qui promeut et soutient les start-ups,,,,.
En novembre 2023, l’entreprise a levé 15 millions d'euros lors du tour de table mené par Re-Sources Capital, Paluel-Marmont Capital et des partenaires bancaires sélectionnés,.
Plus tard dans l'année, TapNation et The Sandbox, une filiale d'Animoca Brands, ont annoncé un partenariat axé sur l'utilisation de technologies avancées pour améliorer les expériences de jeu sur mobile, dans le but d'atteindre un public plus large.
La même année, TapNation a prévu d'établir de nouveaux bureaux en Turquie en plus de son siège à Paris,.
En janvier 2024, TapNation a fait l'acquisition de UAhero, une plateforme d'acquisition et de monétisation des utilisateurs alimentée par l'IA. UAhero est une filiale de TapNation qui fournit des analyses et informations afin d'optimiser les campagnes publicitaires,.
L'entreprise a généré plus de 1 milliard de téléchargements et lancé plus de 50 jeux, tels que Ice Cream Inc., Giant Rush et Thief Puzzle,,,.
De plus, en 2024, TapNation a été nommé Top 1 dans "Les Champions de la Croissance" par Les Échos, et Top 14 du FT1000 par le Financial Times,,.